# Platypeza mexicana
Platypeza mexicana är en tvåvingeart som beskrevs av Kessel 1966. Platypeza mexicana ingår i släktet Platypeza och familjen svampflugor. Inga underarter finns listade i Catalogue of Life.